# Крук (округ, Орегон)
Округ Крук (англ. Crook County) располагается в штате Орегон, США. Официально образован 24 октября 1882 года. По состоянию на 2010 год, численность населения составляла 20 978 человек.

## География
По данным Бюро переписи США, общая площадь округа равняется 7736,338 км2, из которых 7715,618 км2 суша и 20,720 км2 или 0,270 % это водоёмы.

## Население
По данным переписи населения 2000 года в округе проживает 19 182 жителей в составе 7 354 домашних хозяйств и 5 427 семей. Плотность населения составляет 2,00 человека на км2. На территории округа насчитывается 8 264 жилых строения, при плотности застройки около 1,00-го строения на км2. Расовый состав населения: белые — 92,95 %, афроамериканцы — 0,04 %, коренные американцы (индейцы) — 1,30 %, азиаты — 0,43 %, гавайцы — 0,03 %, представители других рас — 3,81 %, представители двух или более рас — 1,43 %. Испаноязычные составляли 5,64 % населения независимо от расы.
В составе 32,30 % из общего числа домашних хозяйств проживают дети в возрасте до 18 лет, 61,50 % домашних хозяйств представляют собой супружеские пары проживающие вместе, 8,20 % домашних хозяйств представляют собой одиноких женщин без супруга, 26,20 % домашних хозяйств не имеют отношения к семьям, 21,30 % домашних хозяйств состоят из одного человека, 9,50 % домашних хозяйств состоят из престарелых (65 лет и старше), проживающих в одиночестве. Средний размер домашнего хозяйства составляет 2,57 человека, и средний размер семьи 2,96 человека.
Возрастной состав округа: 26,60 % моложе 18 лет, 7,50 % от 18 до 24, 25,50 % от 25 до 44, 25,70 % от 45 до 64 и 25,70 % от 65 и старше. Средний возраст жителя округа 39 лет. На каждые 100 женщин приходится 99,40 мужчин. На каждые 100 женщин старше 18 лет приходится 97,30 мужчин.
Средний доход на домохозяйство в округе составлял 35 186 USD, на семью — 40 746 USD. Среднестатистический заработок мужчины был 32 166 USD против 22 580 USD для женщины. Доход на душу населения составлял 16 899 USD. Около 8,10 % семей и 11,30 % общего населения находились ниже черты бедности, в том числе — 13,90 % молодежи (тех, кому ещё не исполнилось 18 лет) и 8,10 % тех, кому было уже больше 65 лет.